# Белорусско-ивуарийские отношения
Белорусско-ивуарийские отношения — двухсторонние дипломатическим отношениям между Республикой Беларусь и Республикой Кот-д'Ивуар.  Установлены 30 сентября 1998 года.

## Визиты и встречи
В 2010, 2011, 2012 гг. состоялись визиты в Кот-д’Ивуар белорусских делегаций во главе с помощником президента Беларуси по особым поручениям В. В Шейманом.
12 апреля 2013 и 6 апреля 2017 в Москве прошли встречи посла Беларуси в России Игоря Петришенко с послом Кот-д’Ивуара в России и Беларуси по совместительству Бернаром Тано-Бучуе. Состоялся обмен мнениями по развитию двустороннего партнёрства. В ходе второй беседы особое внимание было уделено вопросу формирования договорно-правовой базы сотрудничества.

## Торговля
По итогам 2007 года Кот-д’Ивуар вошёл в семёрку крупнейших торговых партнёров Беларуси в Африке. Согласно статистике за весь контингент, страна заняла шестое место по размеру товарооборота с белорусской стороной. По Западной Африке государство взяло вторую строчку, уступив первенство Гане. Белорусско-ивуарийский товарооборот вырос на 20,2% по отношению к 2006 году, превысив рубеж в 13 млн долл. Рост белорусского экспорта в эту страну составил 36,1%, а импорт из Кот-д’Ивуара оказался в размере лишь 22% от уровня 2006 г. В результате положительное торговое сальдо составило 12,4 млн долл.
В 2012 году товарооборот между странами составил $46,97 млн., белорусский экспорт — $16,34 млн., импорт — $30,63 млн. В 2020 году страны наторговали на 52 682,8 тыс. долларов, что составляет 80,9% от результатов 2019-го. Из этого 26 571,6 тыс. — белорусские поставки (74,1% от предыдущего года), 26 111,2 — ивуарийские (89,1%). Сальдо оказалось положительным, составив 460,4 тысяч. Основные товарные позиции Беларуси стали калийные удобрения (21,1 млн. долларов) и металлопродукция (4,9 млн. долларов). В свою очередь Кот-д'Ивуар поставил какао-бобы (17,1 млн. долларов), какао-пасту (5,6 млн. долларов), какао-порошок (1,6 млн. долларов).
Динамика торговли двух государств за 2012—2020 гг. в млн. долларах США (согласно данным дипмиссии Беларуси в Нигерии):
| Год  | Товарооборот | Белорусские поставки | Ивуарийские поставки | Сальдо   |
| ---- | ------------ | -------------------- | -------------------- | -------- |
| 2012 | 46,9         | 16,3                 | 30,6                 | 14,3 (-) |
| 2013 | 38,1         | 20,6                 | 17,5                 | 3,1 (+)  |
| 2014 | 41,5         | 15,8                 | 25,7                 | 9,9 (-)  |
| 2015 | 38,7         | 23,6                 | 15,1                 | 8,5 (+)  |
| 2016 | 70,8         | 15,2                 | 55,6                 | 40,4 (-) |
| 2017 | 72,3         | 29,3                 | 43,0                 | 13,7 (-) |
| 2018 | 57,4         | 23,3                 | 34,1                 | 10,8 (-) |
| 2019 | 65,1         | 35,8                 | 29,3                 | 6,5 (+)  |
| 2020 | 52,7         | 26,6                 | 26,1                 | 0,5 (+)  |

## Образование
Государства не заключили ни одного договора о сотрудничестве в области образования. Тем не менее в Республике Беларусь по состоянию на 2016 год обучались три ивуарийца.

## Военная сфера
В 2000-х годах, с началом Первой Ивуарийской войны, Беларусь начала активно поставлять военную технику для Вооружённых сил Кот-д’Ивуара. В 2002-м проданы 2 вертолёта Ми-24В, 10 миномётов 2С12 «Сани» и 12 БМП-1. В 2003 году поставлены 2 штурмовика Су-25УБ (двухместные), 6 РСЗО БМ-21, 6 БТР-80, 13 БРДМ-2 и 1 БМП-1. В 2004 году ивуарийцы получили ещё 2 Су-25, но уже одноместных. Поставки авиационной техники были наиболее значимы, поскольку в ходе боевых действий аэродром в Буаке, где базировался основной кулак ВВС Кот-д’Ивуара, был захвачен группировкой «Новые силы», и значительную часть авиапарка страна утратила.
Вместе с вооружением в страну прибыла группа белорусских военных специалистов, состоящая из пилотов и техников. Их задачей стала переобучение ивуарийских пилотов, ранее летавших на Dassault/Dornier Alpha Jet, к полётам на Су-25. По некоторым данным, в 2005 году белорусские специалисты вновь прибыли в Кот-д’Ивуар для восстановления ВВС после французско-ивуарского конфликта.
В конце 2010-х Кот-д’Ивуар закупил в Беларуси 4 единицы БТР-70МБ1 и восемь БРДМ «Кайман». 7 августа 2018 года последние участвовали в параде по случаю дня независимости страны. В феврале и мае 2020 года с целью помощи в эксплуатации этих машин из Беларуси вновь прибыли военспецы.